# Boi Neon
Boi Neon è un film brasiliano del 2016, diretto da diretto da Gabriel Mascaro.
La pellicola, che è stata presentata ai festival cinematografici di Toronto, Marrakesh e Venezia (dove è stata premiata), ha anche ottenuto recensioni positive da parte dei media specializzati nordamericani; il New York Times ha inserito il lungometraggio tra i migliori dieci dell'anno.